# 翟勍
翟勍（？—417年），五胡十六国西秦乞伏炽磐时相国，武始（今甘肃省临洮县）人。
388年，乞伏归任命南川侯出连乞都为丞相，梁州刺史莫侯悌眷为御史大夫，边芮为左长史，东秦州刺史秘宜为右长史，翟勍为左司马，略阳人王松寿为主簿。翟勍历任左司马、主客尚书、尚书令。412年，乞伏炽磐即位，九月，乞伏炽磐任命尚书令翟勍为相国，任命侍中、太子詹事麴景为御史大夫，撤销了尚书令、仆射、尚书六卿、侍中等官职。417年七月，翟勍卒于相国任上。